# Lerbäckshult
Lerbäckshult är en ort i Hjärnarps socken i Ängelholms kommun. Före 2015 avgränsades här en småort med detta namn. Vid avgränsningen 2015 avgränsades för denna bebyggelse och den i Tullstorp, Nybygget och Lerbäckshult en tätort som av SCB namnsatts till Lerbäckshult och Tullstorp.
Lerbäckshult ligger cirka två kilometer från Västersjön på Hallandsåsens sydsida i Skåne, dock endast några kilometer från den halländska gränsen.  Utmed byn rinner Lerbäcken med tillflöde från åsen. Bäcken mynnar ut i Kägleån, som i sin tur mynnar ut i Rönneå. Vegetationen består delvis av öppna fält och blandskog, med stora inslag av bok. Närliggande byar är Faxeröd och Ugglehult.

## Befolkningsutveckling
| Befolkningsutvecklingen i Lerbäckshult och Tullstorp 2015–2020                                                                                       | Befolkningsutvecklingen i Lerbäckshult och Tullstorp 2015–2020 | Befolkningsutvecklingen i Lerbäckshult och Tullstorp 2015–2020 | Befolkningsutvecklingen i Lerbäckshult och Tullstorp 2015–2020 | Befolkningsutvecklingen i Lerbäckshult och Tullstorp 2015–2020 |
| --- | -------------------------------------------------------------- | -------------------------------------------------------------- | -------------------------------------------------------------- | -------------------------------------------------------------- |
| |                                                                |                                                                |                                                                |                                                                |
| År |                                                                |                                                                | Folkmängd                                                      | Areal (ha)                                                     |
| 2015 | 2015                                                           |                                                                | 587                                                            | 153                                                            |
| 2020 | 2020                                                           |                                                                | 619                                                            | 151                                                            |
| Anm.: Ny tätort 2015, var tidigare tre småorter: Tullstorp, Nybygget och Lerbäckshult samt en med detta namn som 2010 hade 125 invånare på 33 hektar |                                                                |                                                                |                                                                |                                                                |

## Samhället
Byn består av ett antal småjordbruk och under 1970-talet växte en stugbebyggelse upp, till större delen genom uppköp av småjordbruken. Kvarvarande jordbruken är idag hästgårdar eller liknande.